# 巴斯蒂門多斯島國家海洋公園
9°16′57″N 82°8′23″W / 9.28250°N 82.13972°W

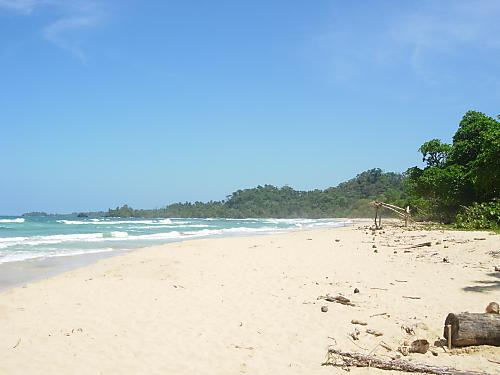

巴斯蒂門多斯島國家海洋公園（西班牙語：Parque nacional Isla Bastimentos），是巴拿馬的國家公園，位於該國西北部博卡斯德爾托羅省，處於巴斯蒂門多斯島，成立於1988年，面積132平方公里。